# Хала Чаир
43° 19′ 0.18″ N 21° 54′ 27.84″ E / 43.3167167° С; 21.9077333° И
Хала Чаир је вишенаменска дворана која се налази у Нишу, Србија. Један је од објеката у саставу Спортског центра Чаир. Капацитет дворане је 4.800 места за спортске догађаје и 6.500 места за концерте. Тренутно је као домаћи терен користе кошаркашки клуб Константин, рукометни клуб Железничар и одбојкашки клуб Ниш.

## Градња и реконструкција
Изградња хале отпочела је 1972. године, а сам објекат је завршен и пуштен у рад 1974. године.
Током 2011. извршена је комплетна реконструкција хале Чаир. Укупни трошкови реконструкције износили су око 2,5 милиона евра, а радови су завршени крајем септембра 2011. године. Хала је добила потпуно нови ентеријер, већи капацитет (за око 500 места), нови систем климатизације, модерну расвету, нове телескопске трибине, реконструисане свлачионице, медицински блок, као и два велика семафора и чак четири мања.
Хала Чаир након реконструкције испуњава све услове ЕХФ-а, тако да је био домаћин групе Б прве фазе Европског првенства у рукомету 2012, које се одржавало у Србији.

## Значајнији концерти
- 2. фебруар 1975 — Сан[4]
- 8. децембар 1978 — Шарл Азнавур[5]
- 17. април 1981 — Рибља чорба[6]
- 28. јануар 1983 — Рибља чорба[7]
- 1. април 1983 — Рибља чорба[7]
- 31. децембар 1983 — Рибља чорба[7]
- 14. мај 1984 — Рибља чорба[8]
- 25. март и 9. мај 1986 — Рибља чорба[9]
- 24. април 1987 — Рибља чорба[10]
- 22. и 25. новембар 1988 — Рибља чорба[11]
- 26. фебруар 1997 — Рибља чорба[12]
- 8. март 1998 — Галија[13]
- 2. април 2002 — Жељко Самарџић[14]
- 23. мај 2002 — Рибља чорба[15]
- 31. октобар 2002 — Горан Бреговић[16]
- 24. април 2007 — Тоше Проески[17]
- 11. децембар 2008 — Сергеј Ћетковић[18][19]
- 18. децембар 2009 — Van Gogh[20][21]
- 26. новембар 2010 — Сергеј Ћетковић[22][23]
- 17. новембар 2011 — Рибља чорба[24]
- 8. децембар 2011 — Лепа Брена (гошћа: Милица Тодоровић)[25][26]
- 15. децембар 2011 — Кербер (гости:  група, Неверне бебе...)[27][28]
- 27. октобар 2012 — Парни ваљак[29][30]
- 8. март 2013 — Галија[31][32]
- 26. април 2013 — Сергеј Ћетковић[33]
- 24. мај 2013 — Северина[34][35]
- 28. март 2014 — Тони Цетински[36][37]
- 20. март 2015 — Шабан Шаулић и Милица Тодоровић[38]
- 30. октобар 2015 — Џибони (гост: Влатко Стефановски)[39][40]
- 8. март 2017 — Мирослав Илић[41][42]
- 9. март 2018 — Хари Мата Хари[43][44]
- 16. новембар 2018 — Галија (гости: Мајдан)[45][46]
- 10. јануар 2019 — Маја Беровић[47][48]
- 12. и 13. април 2019 — Здравко Чолић[49][50]
- 11. фебруар 2023 — Милица Павловић[51][52]
- 8. март 2023 — Пеђа Јовановић[53][54]
- 11. март 2023 — Београдски синдикат[55][56]
- 17. март 2023 — Петар Грашо[57][58]
- 9. септембар 2023 — Лепа Брена[59][60]
- 14. октобар 2023 — Саша Матић (гошћа: Милица Тодоровић)[61][62]
- 2. децембар 2023 — Аца Лукас[63]
- 22. децембар 2023 — Жељко Васић[64]
- 15. март 2024 — Драгана Мирковић (гости: Хусеин Алијевић, Маја Николић, Сандра Решић и Мира Шкорић)[65][66]
- 30. март 2024 — Слађа Алегро[67][68]
- 20. април 2024 —  група (гости: Penthouse)[69]
- 11. октобар 2024 — Теа Таировић (гости: Едита Арадиновић и Душан Куртић)[70][71]
- 8. новембар 2024 — Марија Шерифовић[72]
- 7. децембар 2024 — Бајага и инструктори[73][74]
- 11. јануар 2025 — Тања Савић (гошћа: Вики Миљковић)[75][76]
- 22. март 2025 — [77][78]